# Casbia rufoliva
Casbia rufoliva är en fjärilsart som beskrevs av W. Warren 1906. Casbia rufoliva ingår i släktet Casbia och familjen mätare. Inga underarter finns listade i Catalogue of Life.